# فسفریت

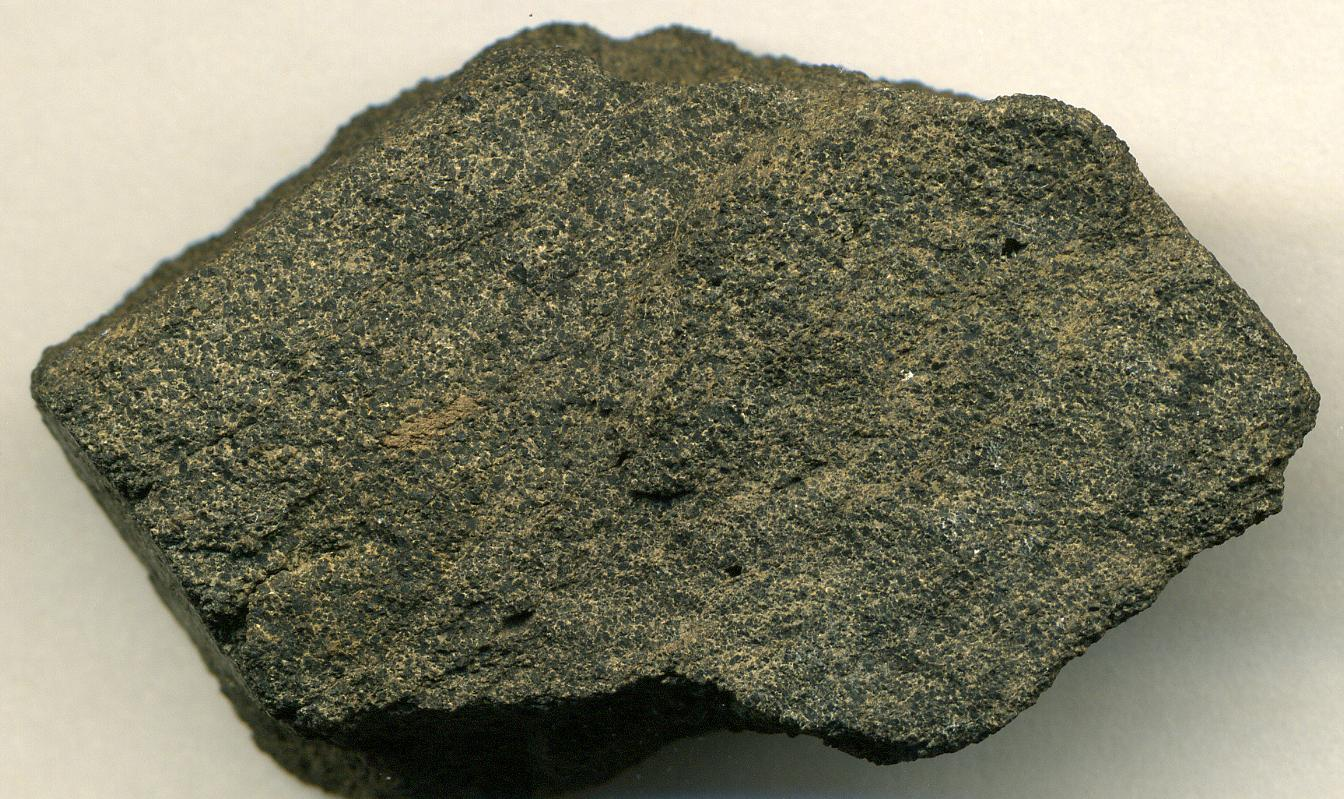
فسفریت ریزگندله‌ای در آیداهو، به پهنای ۴٫۶ سانتی‌متر.

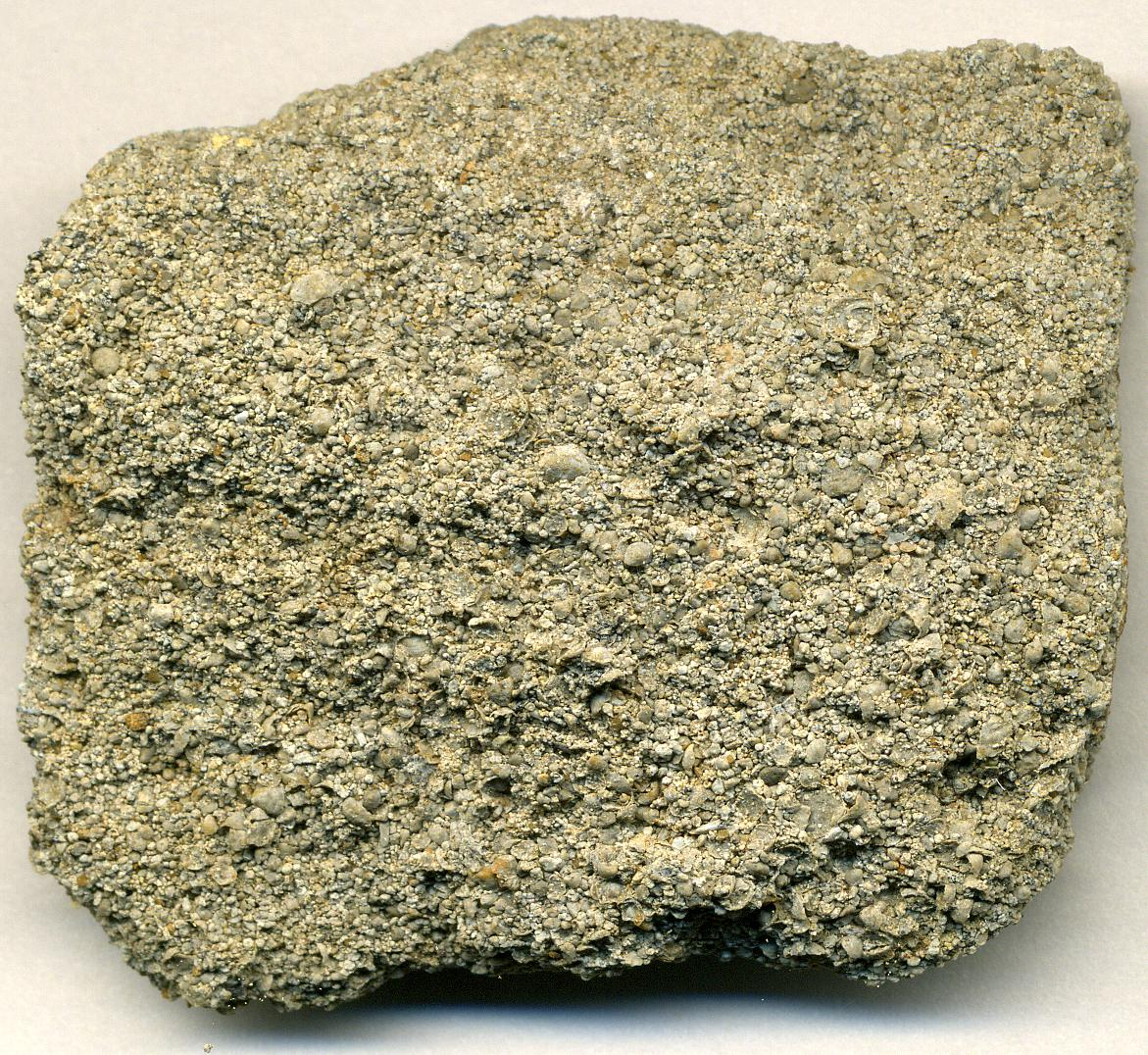
فسفریت ریزگندله‌ای، (قطر ۴٫۷ سانتی‌متر)، یون‌نان، چین.

فسفریت (انگلیسی: Phosphorite) یا سنگ فسفاتی نوعی سنگ رسوبی است که دارای مقادیر بالای کانی‌های فسفاتی است. مقدار فسفات موجود در فسفریت (یا درجه فسفاتی‌بودن سنگ)، بسیار متغیر بوده و از ۴٪تا ۲۰٪ فسفر پنتااکسید (P2O5) را در بر می‌گیرد. سنگ‌های فسفاتی موجود در بازارها حداقل ۲۸٪ و اغلب بیشتر از ۳۰٪ از فسفر پنتااکسید غنی شده‌اند؛ در حالی که میانگین مقدار فسفر در سنگ‌های رسوبی کمتر از ۰٫۲٪ است. فسفات معمولاً به‌صورت توده‌های نهان‌بلورین فلوراپاتیت (Ca5(PO4)3F) و اندازه دانه کوچک‌تر از ۱ میکرومتر به شکل آپاتیت‌های رسوبی با منشأ نامشخص یافت می‌شود. فسفات همچنین به‌صورت هیدروکسی آپاتیت (Ca5(PO4)3OH یا Ca10(PO4)6(OH)2) نیز یافت می‌شود که حاصل انحلال استخوان‌ها و دندان‌های مهره‌داران است، در حالی‌که فلوراپاتیت ممکن است منشأ رگه‌ای داشته باشد. انحلال شیمیایی کانی‌های فسفاتی از سنگ‌های آذرین و سنگ‌های دگرگونی نیز از منابع دیگر فسفریت به‌شمار می‌رود. نهشته‌های فسفریت در لایه‌های بزرگ و وسیع یافت می‌شود که پهنه‌هایی به مساحت ده‌ها کیلومتر مربع را در پوسته زمین می‌پوشاند.